# Alnus paniculata
Alnus paniculata là một loài thực vật có hoa trong họ Betulaceae. Loài này được Nakai mô tả khoa học đầu tiên năm 1915.